# Platyceps insulanus
Platyceps insulanus är en ormart som beskrevs av Mertens 1965. Platyceps insulanus ingår i släktet Platyceps och familjen snokar. IUCN kategoriserar arten globalt som otillräckligt studerad. Inga underarter finns listade i Catalogue of Life.
Arten förekommer endemisk på Farasanöarna (Saudiarabien) i Röda havet. Honor lägger ägg.